# Olympisches Segelzentrum Agios Kosmas

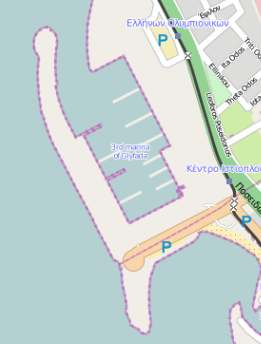
OpenStreetMap-Karte

Im Olympischen Segelzentrum Agios Kosmas (griechisch Ολυμπιακό Κέντρο Ιστιοπλοΐας Αγίου Κοσμά Olymbiako Kendro Istioploias Agiou Kosma) fanden die Segelwettbewerbe bei den Olympischen Sommerspielen 2004 und bei den Sommer-Paralympics 2004 in Athen statt. Unter dem Namen Agios Kosmas Marina wurde das Zentrum nach den Wettbewerben zu einem der größten und luxuriösesten Yachthäfen am Mittelmeer erweitert.

## Lage und Sommerspiele 2004
Der Regattahafen liegt im Athener Vorort Elliniko im südlichen Attika an der Küste des Saronischen Golfs. Nördlich befindet sich das Faliro Coastal Zone Olympic Sports Complex und südlich der Küstenort Glyfada, einer der elegantesten Vororte von Athen. Die Entfernung des Segelzentrums zum Athener Stadtzentrum beträgt 12 Kilometer und zum olympischen Dorf 35 Kilometer. Im August 2002 und im August 2003 führten die griechischen Behörden erfolgreich Testveranstaltungen in dem neu angelegten Segelzentrum durch. Die Gesamtanlage umfasste 336.289 m². Die Bauarbeiten waren am 31. Januar 2004 abgeschlossen. Die offizielle Eröffnung erfolgte am 2. August 2004, 11 Tage vor dem Beginn der Spiele. Bei den Siegerehrungen fanden 1.600 Zuschauer auf einer provisorischen Tribüne Platz.
Bei den Segelregatten der Olympischen Spiele 2004 wurden Medaillen in insgesamt 11 Wettbewerben vergeben: in vier Männerklassen (Finn Dinghy, 470er-Jolle, Star, Windsurfen (Mistral)), vier Frauenklassen (Europe, 470er-Jolle, Yngling, Windsurfen (Mistral)) und drei gemischten Klassen (Laser, 49er-Jolle, Tornado). Bei den Segelregatten der Paralympischen Spiele fanden zwei gemischte Wettbewerbe statt (Einer-Dinghy 2.4mr, Drei-Personen Sonar).

## Nacholympische Nutzung
Als Agios Kosmas Marina wurde das Zentrum für die nacholympische Nutzung zu einem der attraktivsten Standorte für Freizeit und Tourismus in der Athener Küstenregion ausgebaut. In der Endstufe, die im Jahr 2009 abgeschlossen sein soll, wird die Marina über eine Gesamtfläche von 424.868 m², eine Erschließungsfläche von 16.423 m² und eine Wohnfläche von 8.945 m² verfügen. Zu den Einrichtungen gehören Büros, Mehrzweckhallen für Kultur und Sport, ein Restaurant am Meer, eine Kantine, eine Snack-Bar, medizinische Einrichtungen, eine Tankstelle und ein Parkbereich für 1000 Fahrzeuge. Das Zentrum verfügt ferner über 30 luxuriöse Zimmer und Tagungsräume. Zudem soll das Gelände um einen Naturpark erweitert werden.